# Metal Allegiance
Metal Allegiance – amerykańska supergrupa wykonująca muzykę z pogranicza thrash i groove metalu. Została założona w 2014 roku w Nowym Jorku przez autora piosenek Marka Menghi’ego. Skład zespołu utworzyli ponadto basista Dave Ellefson, znany z występów w zespole Megadeth, perkusista Mike Portnoy, członek grupy Dream Theater oraz gitarzysta Alex Skolnick członek formacji Testament.
Debiutancki album formacji zatytułowany Metal Allegiance ukazał się 18 września 2015 roku nakładem wytwórni muzycznej Nuclear Blast. Album dotarł do 143. miejsca listy Billboard 200 w Stanach Zjednoczonych sprzedając się w nakładzie 4,6 tys. egzemplarzy w przeciągu tygodnia od dnia premiery. W pracach nad płytą uczestniczyli liczni goście w tym m.in. gitarzysta Andreas Kisser, basista Rex Brown, wokaliści Tim „Ripper” Owens, Matt Heafy i Chuck Billy oraz wokalistka Cristina Scabbia.

## Muzycy
| Obecny skład zespołu - Mark Menghi – gitara basowa (od 2014) - Dave Ellefson – gitara basowa (od 2014) - Mike Portnoy – perkusja (od 2014) - Alex Skolnick – gitara (od 2014) |  | Muzycy koncertowi - Charlie Benante – perkusja (2015-2016) - Mark Osegueda – śpiew (2015-2016) |

## Dyskografia
| Tytuł                          | Dane dot. albumu                                  | Pozycja na liście | Pozycja na liście | Pozycja na liście | Pozycja na liście | Sprzedaż         |
| Tytuł                          | Dane dot. albumu                                  | USA               | JPN               | BEL (FLA)         | BEL (WAL)         | Sprzedaż         |
| ------------------------------ | ------------------------------------------------- | ----------------- | ----------------- | ----------------- | ----------------- | ---------------- |
| Metal Allegiance               | - Data: 18 września 2015 - Wydawca: Nuclear Blast | 143               | 137               | 73                | 151               | - USA: 7,9 tys.+ |
| Volume II: Power Drunk Majesty | - Data: 7 września 2018 - Wydawca: Nuclear Blast  | –                 | –                 | –                 | –                 |                  |

## Teledyski
| Tytuł          | Rok  | Reżyseria           | Album            | Źródło |
| -------------- | ---- | ------------------- | ---------------- | ------ |
| „Gift Of Pain” | 2015 | –                   | Metal Allegiance | [ 9 ]  |
| „Dying Song”   | 2015 | Industrialism Films | Metal Allegiance | [ 10 ] |
| „We Rock”      | 2015 | –                   | Metal Allegiance | [ 11 ] |